# Доріа (рід)
Доріа (ліг. Döia [ˈdɔːja]), спочатку прізвище писалось як de Auria (від de filiis Auriae), що означає «сини Auria», а потім de Oria або d'Oria) — стародавня та надзвичайно багата генуезька родина, яка відігравала важливу роль в історії Республіки в Генуї та в Італії з XII по XVI століття. Численні члени династії правили Генуезькою республікою спочатку як капітано дель пополо, а пізніше як дожі.

## Походження
Згідно з легендою, знатна генуезька жінка на ім'я Аурія або Орія делла Вольта закохалася в знатного паломника, який збирався в Єрусалим під час Першого хрестового походу. Його звали Ардуіно ді Нарбонн, але їхні діти були названі на честь матері — де Орія, діти Орії. Ардуіно було типовим ім'ям родини Ардуїнічі з П'ємонту, деякі члени якої носили титул графів Ауріате. Якщо це так, можна припустити, що один із Ардуїнічі з Ауріате поклав початок цій родині, яка раптово з'явилася в історії наприкінці XI століття як потужна родина в Лігурії .
Документальне свідчення від 1100 року стосується двох членів цієї родини - Мартіно та Генуардо. В документах їх називають filii Auriae (сини або діти Орії). Дорія мала феоди на Сардинії з XII по XV століття, а також у Дольчеаккуа, Онелья та Портофіно на Італійській Рив'єрі на захід від Генуї.

## Відомі члени

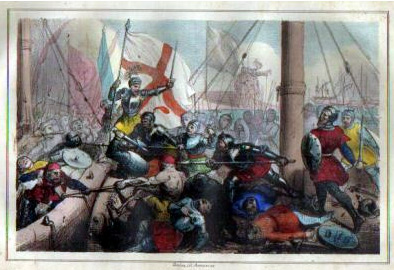
Битва при Мелорії, 1284 р. Визначна перемога Оберто Доріа, за якою перемогу здобув його брат Ламба Доріа в 1298 р. у битві біля Курцоли

Симон Доріа жив наприкінці XII століття і був генуезьким адміралом під час облоги хрестоносцями Сен-Жан д'Акр під час Третього хрестового походу. Персівалле Доріа, сумно відомий воєначальник і відомий провансальський поет, який помер у 1275 році, ймовірно, також був членом цієї родини. Інший поет, Симон Доріа, був подестою Савони і Альбенги. Брати Оберто Доріа та Ламба Доріа були адміралами та політиками: Оберто був капітано-дель-пополо в Генуї та очолював її військово-морські сили в перемозі при Мелорії проти Пізи в 1284 році, тоді як Ламба виграв велику битву проти венеційців на чолі з Андреа Дандоло під Курцолою в 1298 році. Тедізіо Доріа (або Теодосіо) фінансував експедицію Вандіно та Уголіно Вівальді в 1291 році. Бранка Доріа згадується Данте в «Божественній комедії» через підступне вбивство ним Мікеле Занке, свого тестя, у 1275 році. Бранкалеоне Дорія правив Арборейським юдикатом і майже завоював всю Сардинію наприкінці XIV століття.
Оттоне Доріа командував 5000 чи більше генуезькими арбалетниками, найнятими французами для битви при Кресі проти англійців у серпні 1346 року. Як і багато хто з його військ, він загинув у битві, яка закінчилась нападом на генуезців з обох сторін. Сильний дощ зробив їх тятиви мокрими та марними (на відміну від англійських довгих луків, їх було важко зняти), тому Оттоне наказав відступити. Французька кавалерія побачила в цьому боягузтво і напала на них, а інші були вбиті англійськими лучниками.

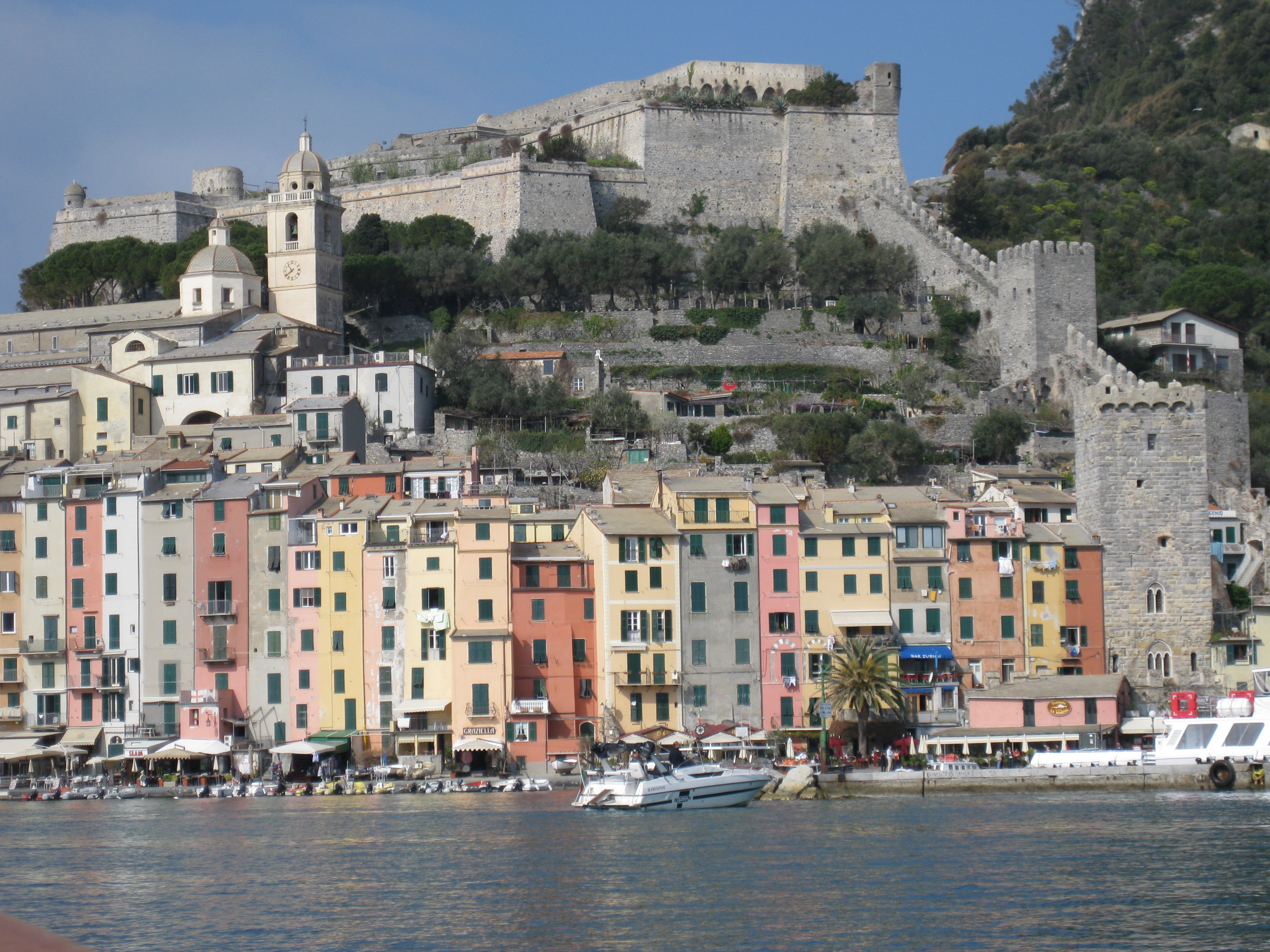
Замок Доріа (на фото вгорі) в Портовенере

Видатним членом родини є адмірал Андреа Доріа, принц Мельфійський (1466—1560), який відновив Генуезьку республіку. 1528 року він був постійним цензором Генуї та адміралом імператора Карла V. Він був призначений принцом Мелфі (1531) і маркізом Турсі (у Неаполітанському королівстві) у 1555 році. Ці титули успадкував Джованні Андреа Доріа, син Джаннеттіно Доріа, який був троюрідним братом і прийомним сином Андреа Доріа. Коли Джаннеттіно Доріа був убитий у 1547 році під час змови Фієскі проти влади Андреа Доріа у Генуї, його нащадки успадкували титули, надані великому адміралу.
Син Джованні Андреа Джованні Доріа був кардиналом католицької церкви. Інші відомі Доріа того періоду включають адмірала Карло Доріа та колекціонера творів мистецтва Джованні Карло Доріа.
Родина мала стосунки з політичними структурами як в Європі, так і за її межами. Під час спроб правителя монгольського ільханату Абаки створити франко-монгольський союз, його стратегія зокрема передбачала зміцнення зв'язків з генуезцями. Багато дітей чоловічої статі родини Доріа були названі на честь іноземних правителів, таких як Абага (Абака-хан), Казано (Газан-хан) і Айтоне, названий на честь Хайтона, або Хетума I, царя Кілікійської Вірменії.

### Дожі Генуї
Деякі члени сім'ї стали дожами Генуї .
- 1537—1538: Джованні Баттіста Доріа
- 1579—1581: Ніколо Доріа
- 1601—1603: Агостіно Доріа
- 1621: Амброджо Доріа
- 1633—1635: Джованні Стефано Доріа
- 1793—1795: Джузеппе Марія Доріа

## Титуловані гілки

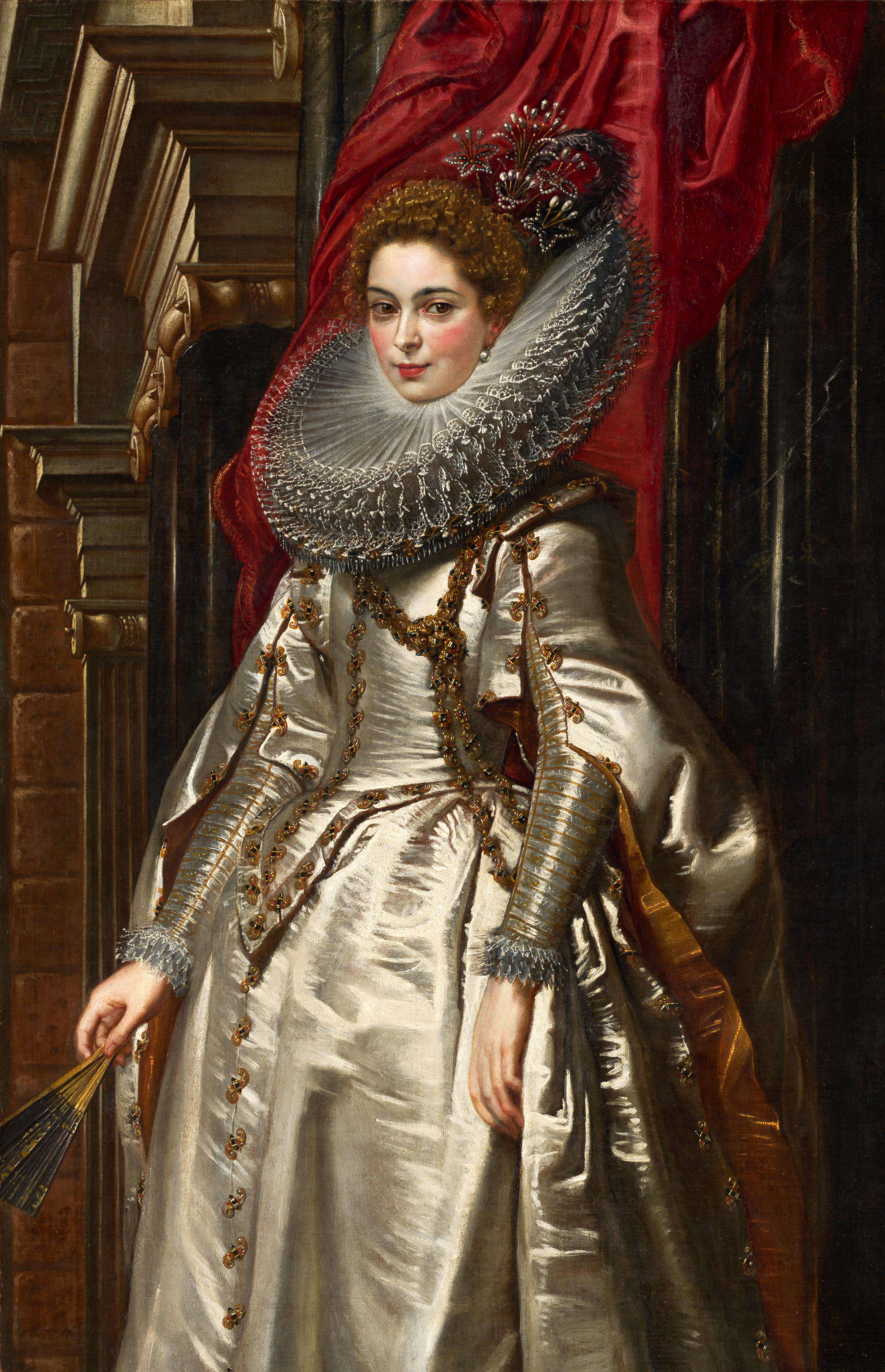
Портрет 22-річної маркизи Брігіди Спінола-Доріа, намальований Пітером Паулем Рубенсом в 1606 році, незабаром після її весілля з Джакомо Массіміліано Доріа

Члени родини Доріа носили серед багатьох інших титули герцогів Мельфі (гілка Доріа-Памфілі), герцогів Чентоли (гілка Доріа д'Ангрі), графів Монтальдео, маркізів Чир'є-е-дель-Маро, маркізів Сан-Колумбано, лордів Онельї. Агнатичні члени родини є marchesi al cognome, тобто носять титул маркіза, який додається до прізвища як титул ввічливості.
Неагнатські князівські гілки, такі як Колонна-Доріа, все ще процвітають. Існують також титуловані гілки за межами Італії, такі як родина Поррата Доріа в Іспанії, які вважаються маркізами.

## Роль у великих географічних відкриттях
Клан Доріа допомагав фінансувати португальське та іспанське судноплавство наприкінці XV та в XVI столітті, під час Доби великих географічних выдкриттів.
Франческо Доріа, банкір у Севільї, фінансував експедиції Христофора Колумба, а його син Алерамо Доріа був банкіром короля Португалії Жуана III до 1556 року. Нарешті, донька Алерамо, Клеменза Доріа, була однією з перших поселенців під час португальської колонізації Бразилії в XVI столітті. Клеменза Доріа була двічі одружена, її другим чоловіком був Фернан Ваш да Кошта (бл. 1520—1567), син португальського верховного судді Кріштована да Кошта та правнук легендарного мореплавця Суейру да Кошта ; вони заснували родину Кошта-Доріа, яка процвітає й сьогодні, оскільки один із її членів, Хосе Карлос Алелуя [да Коста Доріа], є представником у бразильському конгресі, а бізнесмен Жуан Доріа молодший або Жуан Агріпіно да Кошта Доріа III був мером міста Сан-Паулу (2017—2018) і губернатора штату Сан-Паулу (2019—2022).
Генуезець Лодізіо Доріа, лицар ордена Христа, оселився на острові Мадейра. Їхніми нащадками є сім'ї Тейшейра Доріа, володарів Пенья-д'Агуйя, і Франса Доріа, прямим предком яких також є португальський мореплавець Тріштан Ваш Тейшейра. Гілку французьких Доріа очолює граф Кальсада, а молодшу гілку очолює віконт Торре Бела .

## В літературі
Ім'я Дорія використовувалося в серії «Чорнильне серце» Корнелії Функе (зокрема, у книзі «Чорнильна смерть») для напівголовного героя, який згодом закохався в героїню-підлітка.
Персонаж у науково-фантастичному серіалі Ади Палмер про найближче майбутнє «Terra Ignota» зветься Джулія Доріа Памфілі, і передбачається, що вона походить з історичної родини Доріа.